# Scintilla semiclausa
Scintilla semiclausa is een tweekleppigensoort uit de familie van de Galeommatidae. De wetenschappelijke naam van de soort is voor het eerst geldig gepubliceerd in 1865 door G.B. Sowerby II.